# Perdition City
Perdition City (med undertiteln Music to an Interior Film) är det femte fullängds studioalbumet av det norska black metal-bandet Ulver. Albumet utgavs 2000 av skivbolaget Jester Records.

## Låtförteckning
1. "Lost in Moments" – 7:16
2. "Porn Piece or the Scars of Cold Kisses" – 7:08
3. "Hallways of Always" – 6:35
4. "Tomorrow Never Knows" – 7:59
5. "The Future Sound of Music" – 6:39
6. "We Are the Dead" – 3:41
7. "Dead City Centres" – 7:10
8. "Catalept" – 2:15
9. "Nowhere / Catastrophe" – 4:48

- Text och musik: Trickster G. / Tore Ylwizaker

## Medverkande
Musiker (Ulver-medlemmar)
- Trickster G. (Kristoffer Rygg) – sång, synthesizer, trummor
- Tore Ylwizaker (Tore Ylvisaker) – synthesizer, piano, basgitarr

Bidragande musiker
- Bård Eithun (aka "Faust") – trummor
- Øystein Moe – basgitarr
- Håvard Jørgensen – gitarr
- Rolf Erik Nystrøm – saxofon
- Ivar H. Johansen – trummor
- Kåre J. Pedersen – trummor

Produktion
- Trickster G. – producent, foto
- Tore Ylwizaker – producent, ljudtekniker, ljudmix
- Audun Strype – mastering
- Bård Torgersen – foto
- Esben Johansen – foto